# 島根県獣医師会
公益社団法人島根県獣医師会（こうえきしゃだんほうじん しまねけんじゅういしかい 英称 Shimane Veterinary Medical Association）は、島根県知事所管の島根県の獣医師を会員とする公益法人。

## 本部所在地
〒690-0887 島根県松江市殿町105 

## 業務内容
- 獣医師会員の学術技能向上のための研修会・講習会事業等の実施
- 島根県との動物に関する連携事業
- 疾病している野鳥の保護・救護
- 県内各学校で飼われている動物の飼育指導
- 島根県内各市町村との連携事業
- 狂犬病の予防接種・防止活動